# Seznam oper Adolpha Adama
Toto je seznam oper francouzského hudebního skladatele Adolpha Adama.
| Český název | Původní název                                                           | Žánr                | Počet dějství      | Libreto | Datum premiéry (a české premiéry)    | Místo, divadlo                                                    |
| --- | ----------------------------------------------------------------------- | ------------------- | ------------------ | --- | ------------------------------------ | ----------------------------------------------------------------- |
| Petr a Marie aneb Voják šumařem                                                                                      | Pierre et Marie, ou Le Soldat ménétrier                                 | vaudeville          | 1                  | | 22. ledna 1824                       | Paříž, Théâtre du Gymnase dramatique                              |
| Polibek pro vrátného                                                                                                 | Le Baiser au porteur                                                    | vaudeville          | 1                  | | 9. června 1824                       | Paříž, Théâtre du Gymnase dramatique                              |
| Ples na poli | Le Bal champêtre                                                        | vaudeville          | 1                  | | 21. října 1824                       | Paříž, Théâtre du Gymnase dramatique                              |
| Ženská zášť | La Haine d'une femme                                                    | vaudeville          | 1                  | | 14. prosince 1824                    | Paříž, Théâtre du Gymnase dramatique                              |
| Exulant | L'Exilé                                                                 | vaudeville          | 2                  | | 9. července 1825                     | Paříž, Théâtre de Vaudeville                                      |
| Dáma v žlutém | La Dame jaune                                                           | vaudeville          | 1                  | Pierre-François-Adolphe Carmouche a E.J.E. Mazères                                                                | 7. března 1826                       | Paříž, Théâtre de Vaudeville                                      |
| Americký strýček | L'Oncle d'Amérique                                                      | vaudeville          | 1                  | Eugène Scribe a E.J.E. Mazères                                                                                    | 14. března 1826                      | Paříž, Théâtre du Gymnase dramatique                              |
| Neznámý | L'Anonyme                                                               | vaudeville          | 2                  | Jouslin de la Salle, C. Dupeuty a F. de Villeneuve                                                                | 29. května 1827                      | Paříž, Théâtre de Vaudeville                                      |
| Husar z Felsheimu | Le Hussard de Felsheim                                                  | vaudeville          | 3                  | C. Dupeuty, F. de Villeneuve a A. Villain de Saint-Hilaire                                                        | 9. března 1827                       | Paříž, Théâtre de Vaudeville                                      |
| Dědička a sirotek | L'Héritière et l'orpheline                                              | vaudeville          | 2                  | T. Anne a Henry                                                                                                   | 12. května 1827                      | Paříž, Théâtre de Vaudeville                                      |
| Perkin Warbeck aneb Obchodní zřízenec                                                                                | Perkin Warbeck, ou Le Commis marchand                                   | vaudeville          | 3                  | M. Théaulon, Brazier a Pierre-François-Adolphe Carmouche                                                          | 15. května 1827                      | Paříž, Théâtre de Vaudeville                                      |
| Můj přítel Petr | Mon ami Pierre                                                          | vaudeville          | 1                  | Dartois (Louis-Charles-Achille d'Artois de Bournonville)                                                          | 8. září 1827                         | Paříž, Théâtre des Nouveautés                                     |
| Pan Holínka | Monsieur Botte                                                          | vaudeville          | 3                  | C. Dupeuty a F. de Villeneuve                                                                                     | 15. listopadu 1827                   | Paříž, Théâtre de Vaudeville                                      |
| Scottův Caleb | Le Caleb de Walter Scott                                                | vaudeville          | 1                  | Dartois (Louis-Charles-Achille d'Artois de Bournonville) a François-Antoine-Eugène de Planard                     | 12. prosince 1827                    | Paříž, Théâtre de Vaudeville                                      |
| Stesk po domově aneb Převoznice z Brientzu                                                                           | Le Mal du pays ou La Bâtelière de Brientz                               | vaudeville          | 1                  | Eugène Scribe a Anne-Honoré-Joseph baron de Duveyrier (Mélésville)                                                | 28. prosince 1827                    | Paříž, Théâtre du Gymnase dramatique                              |
| Lidda aneb Mladá služebná                                                                                            | Lidda, ou La Jeune servante                                             | vaudeville          | 1                  | T. Anne | 16. ledna 1828                       | Paříž, Théâtre des Nouveautés                                     |
| Šestnáctiletá královna                                                                                               | La Reine de seize ans                                                   | vaudeville          | 2                  | Bayard | 30. ledna 1828                       | Paříž, Théâtre du Gymnase dramatique                              |
| Lazebník hradním pánem aneb Frankfurtská loterie                                                                     | Le Barbier châtelain, ou La Loterie de Francfort                        | vaudeville          | 3                  | T. Anne a M. Théaulon                                                                                             | 7. února 1828                        | Paříž, Théâtre des Nouveautés                                     |
| Herci ze závěti | Les Comédiens par testament                                             | vaudeville          |                    | B. Picard a B.P. Lafitte                                                                                          | 14. dubna 1828                       | Paříž, Théâtre des Nouveautés                                     |
| Valentina aneb Listopad                                                                                              | Valentine, ou La Chute de feuilles                                      | vaudeville          | 2                  | A. Villain de Saint-Hilaire a F. de Villeneuve                                                                    | 2. října 1828                        | Paříž, Théâtre des Nouveautés                                     |
| Vilém Tell (též Tři kantony aneb Spříseženectví švýcarské)                                                           | Guillaume Tell (Les Trois cantons, ou La Confédération suisse)          | scénická hudba      | 5                  | Joseph-Xavier-Boniface Saintine, Charles-Désiré Dupeuty a F. de Villeneuve, podle Friedricha Schillera            | 16. června 1828                      | Paříž, Théâtre de Vaudeville                                      |
| Klíč | Le Clé                                                                  | vaudeville          |                    | M.F. Leroi a Hyppolyte                                                                                            | 5. listopadu 1828                    | Paříž, Théâtre de Vaudeville                                      |
| Mladý pán a starý sedlák aneb Město a ves                                                                            | Le Jeune Propriétaire et le vieux fermier, ou La Ville et le village    | opéra comique       | 3                  | Armand d'Artois                                                                                                   | 6. ledna 1829                        | Paříž, Théâtre des Nouveautés                                     |
| Petr a Kateřina | Pierre et Catherine                                                     | opéra comique       | 1                  | podle Julese-Henriho Vernoye de Saint-Georges                                                                     | 9. února 1829                        | Paříž, Opéra-Comique — Salle Feydeau                              |
| Isaura | Isaure                                                                  | scénická hudba      | 3                  | Antier a Nézel | 1. října 1829                        | Paříž, Théâtre des Nouveautés                                     |
| Jindřich V. a jeho společníci                                                                                        | Henri V et ses compagnons                                               | pasticcio           |                    | | 27. února 1830                       | Paříž, Théâtre des Nouveautés                                     |
| Rafael | Rafaël                                                                  | pasticcio           |                    | | 26. dubna 1830                       | Paříž, Théâtre des Nouveautés                                     |
| Paní Danilovová | Danilowa                                                                | opéra comique       | 3                  | Jean-Baptiste-Charles Vial a Paul Duport                                                                          | 23. května 1830                      | Paříž, Opéra-Comique — Salle Ventadour                            |
| Tři Kačenky | Les Trois Cathérine                                                     | opéra comique       | 3                  | Guillaume-Édouard Monnais a Paul Duport                                                                           | 26. června 1830                      | Paříž, Théâtre des Nouveautés                                     |
| Tři dny a jedna hodina                                                                                               | Trois Jours en une heure                                                | opéra comique       | 1                  | ve spolupráci s Henri Romagnesim Jules-Joseph Gabriel a Auguste-Michel-Benoît Gaudichot Masson                    | 21. srpna 1830                       | Paříž, Opéra-Comique — Salle Ventadour                            |
| Císařovna Josefína aneb Návrat od Wagramu                                                                            | Joséphine ou Le Retour de Wagram                                        | opéra comique       | 1                  | Jules-Joseph Gabriel a Ferdinand-Simon de Laboullaye                                                              | 2. listopadu 1830                    | Paříž, Opéra-Comique — Salle Ventadour                            |
| Společný kousek | Le Morceau d'ensemble                                                   | opéra comique       | 1                  | Frédéric de Courcy a Pierre-François-Adolphe Carmouche                                                            | 7. března 1831                       | Paříž, Opéra-Comique — Salle Ventadour                            |
| Velká cena aneb Cesta na společné náklady                                                                            | Le Grand Prix ou Le Voyage à frais communs                              | opéra comique       | 3                  | Jules-Joseph Gabriel a Auguste-Michel-Benoît Gaudichot Masson                                                     | 9. června 1831                       | Paříž, Opéra-Comique — Salle Ventadour                            |
| Kazimír aneb První rendez-vous                                                                                       | Casimir ou Le Premier Tête-à-tête                                       | opéra comique       | 3                  | Charles Desnoyers                                                                                                 | 1. prosince 1831                     | Paříž, Théâtre des Nouveautés                                     |
| První operace | His First Campaign                                                      | vojenská revue      | 2                  | James Robinson Planché                                                                                            | 1. října 1832                        | Londýn, Royal Opera House, Covent Garden                          |
| Temný démant | The Dark Diamond                                                        | historický melodram | 3                  | | 5. prosince 1832                     | Londýn, Theatre Royal, Covent Garden                              |
| Vyhnanec aneb Neviditelný soud                                                                                       | Le Proscrit ou Le Tribunal invisible                                    | drame lyrique       | 3                  | Joseph-Xavier-Boniface Saintine a Pierre-François-Adolphe Carmouche                                               | 18. září 1833                        | Paříž, Opéra-Comique — Bourse                                     |
| Šťastná náhoda | Une bonne fortune                                                       | opéra comique       | 1                  | A. Fénéol a Edouard Mennechet                                                                                     | 23. ledna 1834                       | Paříž, Opéra-Comique — Bourse                                     |
| Chata v Alpách | Le Chalet                                                               | opéra comique       | 1                  | Eugène Scribe a Anne-Honoré-Joseph baron de Duveyrier (Mélésville), podle Goethova Jery und Bäteli                | 25. září 1834 (1871)                 | Paříž, Opéra-Comique — Bourse (Praha, Prozatímní divadlo          |
| Markýza | La Marquise                                                             | opéra comique       | 1                  | Jules-Henri Vernoy de Saint-Georges a Adolphe de Leuven                                                           | 28. února 1835                       | Paříž, Opéra-Comique — Bourse                                     |
| Michaela aneb Hodina duchů                                                                                           | Micheline ou L'Heure de l'esprit                                        | opéra comique       | 1                  | Auguste-Michel-Benoît Gaudichot Masson, Théodore-Ferdinand Vallou de Villeneuve a Amable Villain de Saint-Hilaire | 29. června 1835                      | Paříž, Opéra-Comique — Bourse                                     |
| Postilion z Lonjumeau                                                                                                | Le Postillon de Lonjumeau                                               | opéra comique       | 3 (120 minut)      | Adolphe de Leuven a Léon-Lévy Brunswick                                                                           | 13. října 1836 (11. května 1837)     | Paříž, Opéra-Comique — Bourse (Praha, Stavovské divadlo)          |
| U věrného pastýře | Le Fidèle Berger                                                        | opéra comique       | 3                  | Eugène Scribe a Jules-Henri Vernoy de Saint-Georges                                                               | 6. ledna 1838 (12. března 1839)      | Paříž, Opéra-Comique — Bourse (Praha, Stavovské divadlo)          |
| Sládek prestonský | Le Brasseur de Preston                                                  | opéra comique       | 3                  | Adolphe de Leuven a Léon-Lévy Brunswick                                                                           | 31. října 1838 (23. srpna 1839)      | Paříž, Opéra-Comique — Bourse (Praha, Stavovské divadlo)          |
| Regina aneb Dvě noci                                                                                                 | Régine ou Les Deux Nuits                                                | opéra comique       | 2                  | Eugène Scribe | 17. ledna 1839                       | Paříž, Opéra-Comique — Bourse                                     |
| Jeden den královnou                                                                                                  | La Reine d'un jour                                                      | opéra comique       | 3                  | Eugène Scribe a Jules-Henri Vernoy de Saint-Georges                                                               | 19. listopadu 1839 (13. května 1848) | Paříž, Opéra-Comique — Bourse (Praha, Stavovské divadlo)          |
| Růže peronská | La Rose de Péronne                                                      | opéra comique       | 3                  | Adolphe de Leuven a Adolphe d'Ennery                                                                              | 12. prosince 1840                    | Paříž, Opéra-Comique — Salle Favart                               |
| Železná pěst aneb Tajný sňatek                                                                                       | La Main de fer, ou Un marriage secret                                   | opéra comique       | 3                  | Eugène Scribe a Adolphe de Leuven                                                                                 | 26. října 1841                       | Paříž, Opéra-Comique — Salle Favart                               |
| Král z Yvetotu | Le Roi d'Yvetôt                                                         | opéra comique       | 3                  | Adolphe de Leuven a Léon-Lévy Brunswick                                                                           | 13. října 1842                       | Paříž, Opéra-Comique — Salle Favart                               |
| Lambert Simuel | Lambert Simuel                                                          | opéra comique       | 3                  | François-Louis H. Monpou, Eugène Scribe a Anne-Honoré-Joseph baron de Duveyrier (Mélésville)                      | 14. září 1843                        | Paříž, Opéra-Comique — Salle Favart                               |
| Cagliostro | Cagliostro                                                              | opéra comique       | 3                  | Eugène Scribe a Jules-Henri Vernoy de Saint-Georges                                                               | 10. února 1844                       | Paříž, Opéra-Comique — Salle Favart                               |
| Král Richard v Palestině                                                                                             | Richard en Palestine                                                    | grand opéra         | 3                  | Paul Foucher | 7. října 1844                        | Paříž, Opéra                                                      |
| Květinářka | La Bouquetière                                                          | opera               | 1                  | Hippolyte-Julyen-Joseph Lucas                                                                                     | 31. května 1847                      | Paříž, Opéra                                                      |
| První krůčky aneb Dva géniové aneb Paměti pradleniny (spolu s D.F.A. Auberem, Michele Carafou a Fromentalem Halévym) | Les Premiers Pas ou Les Deux Génies ou Les mémoires de la blanchisseuse | pasticcio           | prolog a 1 dějství | Alphonse Royer a Gustave Vaëz                                                                                     | 15. listopadu 1847                   | Paříž, Opéra-National                                             |
| Toreador aneb Dokonalý souzvuk                                                                                       | Le Toréador, ou L'Accord parfait                                        | opéra comique       | 2                  | Thomas-Marie-François Sauvage                                                                                     | 18. května 1849 (17. srpna 1909)     | Paříž, Opéra-Comique — Salle Favart (Praha, Nové německé divadlo) |
| Maják | Le Fanal                                                                | opera               | 2                  | Jules-Henri Vernoy de Saint-Georges                                                                               | 24. listopadu 1849                   | Paříž, Opéra                                                      |
| Giralda aneb Nová Psyché                                                                                             | Giralda ou La Nouvelle Psyché                                           | opéra comique       | 3 (135 minut)      | Eugène Scribe | 20. července 1850 (25. října 1854)   | Paříž, Opéra-Comique — Salle Favart (Praha, Stavovské divadlo)    |
| Norimberská loutka                                                                                                   | La Poupée de Nuremberg                                                  | opéra comique       | 1 (60 minut)       | Adolphe de Leuven a Victor-Arthur Rousseau de Beauplan                                                            | 21. února 1852 (25. října 1894)      | Paříž, Opéra-National (Praha, Nové německé divadlo)               |
| Rarach | Le Farfadet                                                             | opéra comique       | 1                  | François-Antoine-Eugène de Planard                                                                                | 19. března 1852                      | Paříž, Opéra-Comique — Salle Favart                               |
| Kdybych byl králem                                                                                                   | Si j'étais roi                                                          | opéra comique       | 3                  | Adolphe d'Ennery a Jules-Henri Brésil                                                                             | 4. září 1852 (1875)                  | Paříž, Théatre-Lyrique (Praha, Prozatímní divadlo)                |
| Tralala | La Faridondaine                                                         | scénická hudba      | 5                  | | 30. listopadu 1852                   | Paříž, Théâtre de la Porte St-Martin                              |
| Němý aneb Plná hospoda                                                                                               | Le Sourd ou L'Auberge pleine                                            | opéra comique       | 3                  | Adolphe de Leuven a Ferdinand Langlé, podle Pierra-Jeana-Baptista Choudarda Desforgese                            | 2. února 1853                        | Paříž, Opéra-Comique — Salle Favart                               |
| Král tržnice | Le Roi des halles                                                       | opéra comique       | 3                  | Adolphe de Leuven a Léon-Lévy Brunswick                                                                           | 11. dubna 1853                       | Paříž, Théâtre-Lyrique                                            |
| Ztracený klenot | Le Bijou perdu                                                          | opéra comique       | 3                  | Adolphe de Leuven a Philippe-Auguste-Alfred Pittaud de Forges                                                     | 6. října 1853                        | Paříž, Théâtre-Lyrique                                            |
| Mulař z Toleda | Le Muletier de Tolède                                                   | opéra comique       | 3                  | Adolphe-Philippe d'Ennery a Charles Clairville                                                                    | 16. prosince 1854                    | Paříž, Théâtre-Lyrique                                            |
| V Clichy, epizoda ze života umělce                                                                                   | À Clichy, épisode de la vie d'un artiste                                | opéra comique       | 1                  | Adolphe-Philippe d'Ennery a Eugène Grange                                                                         | 24. prosince 1854                    | Paříž, Théâtre-Lyrique                                            |
| Berchenyho husar | Le Houzard de Berchini                                                  | opéra comique       | 2                  | Joseph-Bernhard Rosier                                                                                            | 17. října 1855                       | Paříž, Opéra-Comique — Salle Favart                               |
| Falstaff | Falstaff                                                                | opéra comique       | 1                  | Adolphe de Leuven a Jules-Henri Vernoy de Saint-Georges                                                           | 18. ledna 1856                       | Paříž, Théâtre-Lyrique                                            |
| Mamzelle Geneviève                                                                                                   | Mam'zelle Geneviève                                                     | opéra comique       | 2                  | Arthur de Beauplan a Léon-Lévy Brunswick                                                                          | 23. březen 1856                      | Paříž, Théâtre-Lyrique                                            |
| Pierrot a Violetta aneb Tatrmánek                                                                                    | Les Pantins de Violette                                                 | opereta             | 1                  | Léon Battu | 29. dubna 1856 (6. prosince 1867)    | Paříž, Théâtre des Bouffes-Parisiens (Prozatímní divadlo, Praha)  |
| Poslední ples | Le Dernier Bal                                                          | opéra comique       |                    | Eugène Scribe | nedokončeno                          |                                                                   |